# 入来院重嗣
入来院 重嗣（いりきいん しげつぐ）は、戦国時代の武将。入来院氏13代当主。

## 生涯
入来院重朝の嫡子として誕生。天文15年（1546年）8月24日に初陣を果たしたが、家臣・種子田秀高の働きもあって軍功を為して島津貴久より褒美を賜った。しかし、父・重朝はこの前年に、貴久に対し反旗を翻しており、嫡子である重嗣も時期不明ながらそれに従った（永禄2年（1559年）に貴久から感状を賜っているため、それ以降と思われる）。永禄9年（1566年）1月、祁答院良重が自らの妻に殺害されると、祁答院氏の家老3名（大井実勝・高城重治・久富木重全）の申し出により、その全領地を重嗣が併せて領有することとなる。
永禄12年（1569年）、菱刈氏が貴久の後を継いだ島津義久に降伏し大口城が落城すると、重嗣は同じく島津氏に叛いていた渋谷一族である東郷氏を説いた上で、同年12月28日、共に義久へ降伏した。その際、全領地を進上した上で降伏したが、本貫地である入来院清敷のみは安堵された。
年度不明ながら12月2日に死去、定観寺に葬られた。